# 識字

世界各國識字率(2015年資料)(2015CIA 世界概況) 灰色 = 無資料

從1970年至2005年，世界上的文盲比例已經減少一半

識字（英語：literacy），有時稱為讀寫能力，是指人閱讀和書寫文字的基本能力。一般是指讀書和寫字的能力水準到達可以溝通的能力。不識字的人稱為文盲。
根據聯合國教科文組織的定義，識字是指能夠閱讀理解及書寫表達日常生活中出現簡單文句的能力，亦即是讀寫能力。更準確地說，應該是指文化程度，包括認識、理解、解釋、創造、通訊、計算、表達、閱讀各種印刷、電腦顯示、光盤影像等等資料的能力。識字的意義也可能包括可以理解和某一族群有關的符號系統，及理解和使用此一符號系統有關的能力。
識字的基本定義也可以是藉由印刷或手寫文字的批判性詮釋而增加瞭解，是終生的思考歷程。各種識字（包括以下提到的廣義識字）的關鍵是閱讀能力的發展，一開始是有能力瞭解口話及書寫的文字，慢慢的對文字有深入的瞭解。閱讀發展和一連串複雜的語言學基礎有關，包括對於語音的認知（音系學）、拼字或書寫模式的認知（正寫法）、字義的瞭解（語義學）、文法的瞭解（語法學）及詞內部結構（詞法學），這些能力提供了流利的閱讀及理解的必要基礎。當有了這些能力時，讀者就有完整的識字能力，包括可以接觸書報雜誌、進行批判性分析、準確且一致的寫作、利用文字中的資訊和想法作為正式決策及創造性觀點的基礎。

## 歷史

### 早期的文字
古蘇美人在公元前3500年至3000年之間發明了文字。世界上至少有五個文化獨立的發明了文字，包括有美索不达米亚、埃及、印度河流域文明、低地中部美洲以及中国。

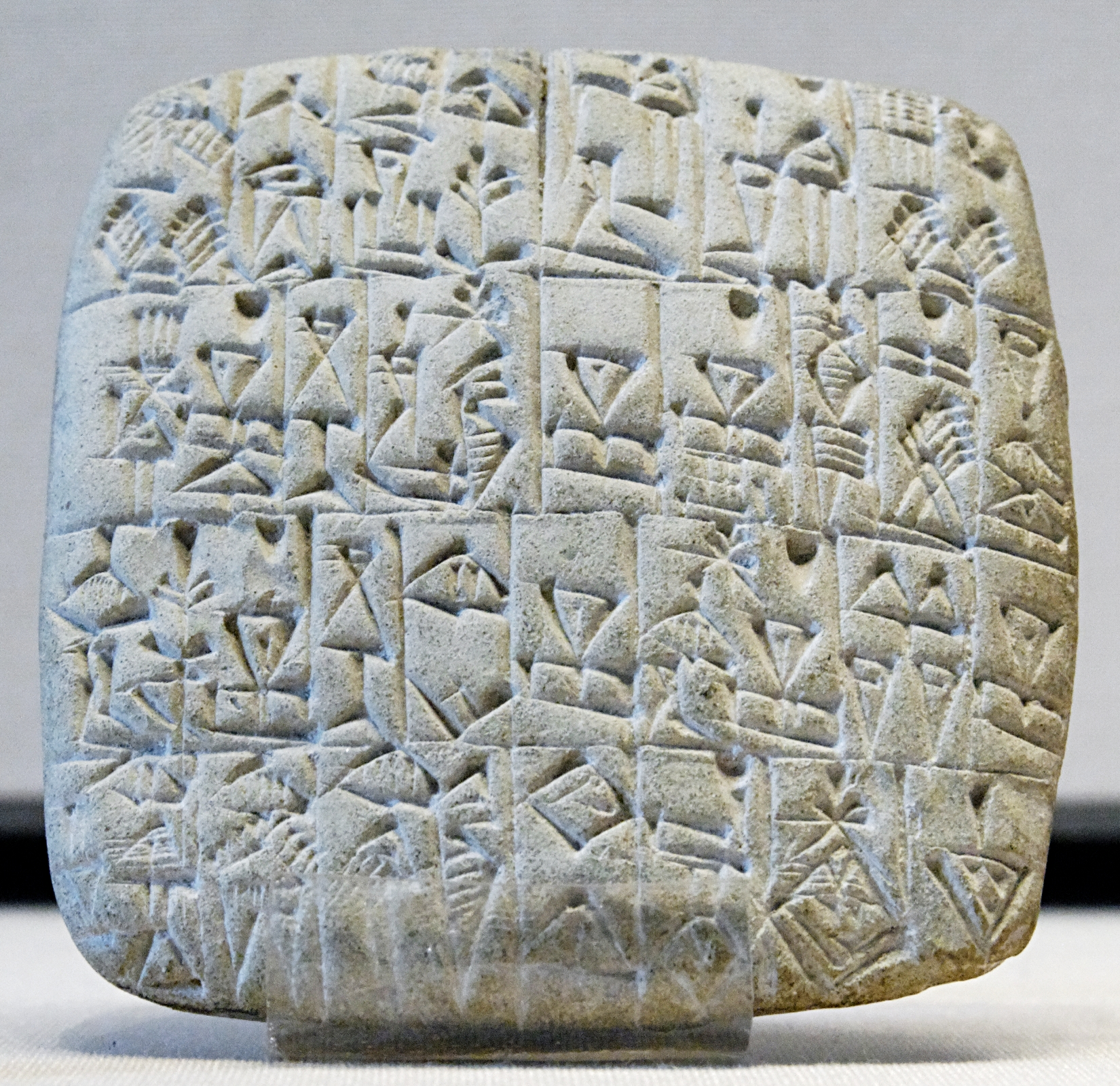
公元前2600年，舒鲁帕克的苏美尔人手寫板上，販售一個男性奴僕及建築物的帳單

最早期的書寫起源自苏美尔，約在公元前3500年至3000年之間，位在美索不达米亚南部。此時的文字是「高度功能性的東西，因為貿易以及大規劃生產，需要管理新的資料以及新型的治理而產生。」。美索不达米亚的書寫系統來自其記錄系統，在記錄系統中用印記標記來管理貿易和農產品。標記系統是楔形文字的前身，在人們開始在黏土板上記錄資訊起就開始使用。原始楔形文字中不只是數字，也包括所記數物品的形意符号。
埃及圣书体在公元前3300年至3100年出現。埃及象形文字書寫系統第一個有语音学價值的書寫系統。
中美洲低地的文字最早是西元前900至400年的奥尔梅克文明及薩波特克文明所使用的。這些文字用字形的文字以及由點和線組成的數字標示系統，來標示皇家圖像以及日曆系統。
中國最早的文字可以追溯到公元前1200年的商朝。這些符號最早記錄在骨頭上，記錄所獻的犧牲、所得到的貢品、所捕獲的野獸，這些都是精英社會的活動。這些文字就是甲骨文是漢字的始祖，其中包括了语素文字以及符號。
印度河文字大部份是圖象式的，目前還沒解譯。一般認為是從右到左書寫，而且是語標文字。因為還沒有解譯，專家還不確定這些文字是否是完整獨立的文字系統。不過也有人認為這是由哈拉帕文化產生的獨立文字系統。
上述的例子說明了早期的文字和權力有緊密的關係，主要是用在管理實務上，由於統治階層的人很少，可能只有不到1%的人認得這些文字。

### 古典時期以及中古世紀的西方識字率
以往人們曾認為大多數古典時期的人是不識字的，近來研究的結果不是如此。Anthony DiRenzo認為古羅馬文化是「以書本以及登記為基礎的文明」，而且「不論是為奴或是自由身，都不可能不識字。」。Dupont也有類似的論點：「不論是在公眾生活或是個人生活中，到處都是文字：法律、日曆、神社規章、或是喪葬墓誌銘會刻在石頭或青銅上的。共和國有大量有關公眾生活各層面的報告。」。 羅馬的民政部門和市政當局一樣，產生了大量用在司法、財政以及管理上的文件。軍方有大量有關；補給以及值班名冊的記錄及報告。特別是大企業的商人、托運者及地主（以及其員工）都要有識字能力。
第四世紀末的沙漠神父帕科繆希望進到修道院的人是會識字的：
他們會給他二十篇詩篇、或二卷保羅的書信、或是其他聖經的經卷。若他不識字，他要在第一、第三、第六小時到可以教導且被指派教導的人那裡，站在他面前以非常感謝的心學習。要為他寫下每一個音節、動詞和名詞的基礎，就算他不想學也要強迫他閱讀。
在公元第四世紀和第五世紀時，教會設法讓神職人員有較好的程度，特別是主教，一般認為主教需要接受古典教育（這是在上等社會中受到他人認可的象徵）。即使是公元470年西羅馬帝國滅亡之後，識字仍然是精英的標誌，而且溝通技巧在政治以及教會生活中都很重要（主教主要來自參議院階級），因此有新的文化融合，形成了「基督教羅馬宗教」。不過因為沒有以往羅馬帝國的大型行政機構，識字不像以往那麼重要。在當時的識字率可能不到30-40%。在黑暗時代，識字率最高的是神職人員和修士，這些人可能會成為西歐各國的管理階層。
古典時期之後的不識字情形，因為缺乏書寫媒體而更加惡心。西羅馬帝國解體後，莎草纸也不再進口到歐洲。因為莎草纸容易損壞而且在潮濕的西歐不容易保存，羊皮紙取而代之，但羊皮紙昂貴，只有教會以及有錢人才可以取得。纸是在十一世紀由西班牙進入歐洲。接下來的四十年中，纸的使用慢慢的往北邊流傳，在十五世紀時已大幅取代羊皮紙，只有豪華手稿還使用羊皮紙。
宗教改革強調每個人可以直接讀聖經，因此也強調識字的重要性。新教國家最早提倡全面性的識字。斯堪的纳维亚國家在17世紀初成為全國識字的國家。

### 識字和工業化
近代的工業化在十八世紀從英格蘭和蘇格蘭開始，這些地方的農民識字率相對較高（尤其是在蘇格蘭）。因此可以招募識字的工匠、技術工作者、工頭和管理人員來監督新興紡織廠和煤礦廠的工人。大部份的勞工是沒有技術的，特別是在紡織廠內，即使是八歲的兒童在處理雜務上就已經相當的合用，而且可以增加家中的收入。當時的確有兒童不在學校中讀書，而是和父母一起在工廠中工作。不過在十九世紀中期，沒有技術的勞工在西歐已相當普遍、英國的工業已經升級，需要更多的工程師以及有技術的工作者，來處理技術文件以及一些複雜的情形。識字成為了被僱用的必要條件。1870年時，有一名政府的高級官員告訴國會
基礎教育的快速提供是工業繁榮的基礎。若在公民沒有接受基礎教育的情形下，教授他們技術是沒有用的。沒有接受教育的勞工—我們許多的勞工完全沒有接受教育—有很大的比例是沒有技能的勞工。若我們放下我們的工作，讓人們繼續的沒有技能，就算他們有強壯的身體以及堅定的意志，在全世界的競爭下會招架不住。

## 現代的識字情形
識字率在現代的定義是一個國家中15歲以上的合法「勞動人口」中能讀寫文字的人的比率，目前，全球平均識字率正在增加當中，但是世界上依然有不少失學的人口。在開發中国家，識字率呈現上升趨勢，已開發國家的識字率基本上保持穩定。識字率能反映出一個國家教育普及的程度，也可反映出一個國家的發展水平，同時在某種程度中也可以反映出國家的政局安定性，另一方面，識字率增加和國民義務教育實施、印刷術普及、電視節目加上字幕等也有著關聯。

### 自二十世紀中，識字率的增加

自1950年代起，成人識字率已依固定的比例成長

联合国教育、科学及文化组织發行的識字率資料指出，全世界的成人識字率平均每十年增加5%，從1950年的55.7%到2015年的86.2%。不過近四十年來，人口成長的速度很快，因此不識字的人口仍在持續增加，從1950年的7億人到1990年的8.78億人。此後，不識字人口在2015年減少到7.45億人，原因是全球的教育政策、識字提昇、印刷媒體的普及，及資通訊科技（ICT）的進步。不過各區域的識字率發展相當的不平均。

### 區域差異
全球不同地方的識字率有很大的差異。在北美洲、欧洲、西亚及中亚的成人（十五歲以上）不論男女，幾乎全部都識字。在亚太地区和以及拉丁美洲和加勒比海地區，成人識字率超過90%。其他區域的不識字比率較高：2013年的教科文组织统计研究所（UIS）資料指出，南亚和北非的識字率為67.55%，而撒哈拉以南非洲為59.76%。

近二十五年來識字率快速的提昇

在世界上大部份的地區，年輕人的識字率高，因此隨著時代的演進，以及教育的普及，年輕人不識字的比率會越來越低。不過在撒哈拉以南非洲以及南非（不識字的年輕人在此地區的很多），兒童和青少年上學的比例較低，因此較多年輕人不識字的情形會持續一段較長的期間。根據2013年的UIS資料，年輕人（從15歲到24歲）的識字率在南非和北非是84.03%，在撒哈拉以南非洲則是70.06%。不過不識字的人也可能會得到一些因識字而有的好處。例如若家中有其他識字的人，不識字的人可以經由其他人的協助和分享，而對生活有一些助益。最近經濟學家Kaushik Basu和James Foster的研究開始將不識字的人分為兩類，一類是「家中有其他人識字的不識字者」（proximate illiterate），另一類是「被隔絕的不識字者」（isolated illiterate），是指家中完全沒有人識字的不識字者。需要注意的是在貧窮的國家裡，許多的不識字者是屬於「被隔絕的不識字者」，家中其他的人也都不識字，完全無法經由家人得到識字可能會有的生活助益。
研究資料指出，近二十五年來，識年率快速的成長。聯合國提出17項可持续发展目标中的第四項「確保有教無類、公平以及高品質的教育，及提倡終身學習」也因此得到動力。

### 性別差異

2015年成年男性的識字率（%）

2015年成年女性的識字率（%）

1990年至2015年各區域青年識字率的性別平等指數。有關識字的性別平等指數是在1990年起開始統計

根據2015年教科文組織統計研究所的資料，全世界不識字的成年人當中有63%是女性，從1970年到2000年，兩性識字率的差距減少到原來的一半。不過最近二十來，兩性識字率的差距維持不變。一般而言，識字率的性別差異沒有地區性差異那些明顯。不同國家整體識字率的差距仍然大於同一國家內，不同性別的識字率差異。自從1990年起男性的識字率增加到了80%，兩性識字率的差距就開始縮小。
撒哈拉以南非洲的識字率最低，而兩性識字率的差距也最大：女性中只有52%識字，男性識字的比例則是68%。北非（男性識字率86%，女性識字率70%）和南非（男性識字率77%，女性識字率58%）也持續有兩性識字率的差異。
1990年在泰國宗滴恩進行的世界全民教育論壇（World Conference on Education for All）關注兩性識字率差異的問題，鼓勵開發中國家優先提昇女性的識字率。
在許多情境中，女性的不識字也和性別不平等有關。玛莎·努斯鲍姆認為不識字的女性其工作機會受到限制，惡化其家庭內部討價還價的地位，更容易陷在受虐待的婚姻中，成為受害者。甚至，努斯鲍姆將女性識字的能力，跟有效溝通，和他人合作的潛力連在一起。

### 對健康的影響
不識字，無法閱讀印刷文字，也就表示比較無法獲得現在醫衛衛生以及營養上的新知，而這方面的不知道會造成許多健康上的問題。特別是在開發中國家，不識字率往往也和兒童死亡率有關係。在這些國家，識字的母親所生下的小孩，活到五歲以上的機率比不識字母親所生下的小孩要多50%。公共衛生研究越來越關注識字技能的潛力，可以讓女性更可以接觸醫療系統，也對其兒女的健康有幫助。
2014年的敘述性研究調查計劃，將尼日利亞奧約州婦女的讀寫能力和其社會經濟地位相關聯。研究認為在此地區推動識字可以「帶來經濟上的力量，鼓勵鄉村的女性有衛生習慣，這對降低生育率以及死亡率都有幫助。」

### 對经济的影响
许多政策分析把识字率作为对一个区域的人力资本价值的关键性衡量标准。例如，识字的人比不识字的人更容易训练，通常有更高的社会经济状态。因而他们也能拥有更好的健康以及雇用机会。识字增加工作机会和获得高等教育的机会。
俄羅斯學者安德烈·科羅塔耶夫等人發現了十九世紀初的認字水準和二十世紀末的現代化及經濟提昇之間的關係，他們認為：「有認字能力的人比較可以創新，比較有機會在現代化及經濟成長中獲益。」。
愛爾蘭全国成人识字机构（NALA）在2009年分析成人識字訓練的成本及效益。結論是對於個人、工作的公司、政府財政都有經濟效益。甚至國家的國民生產毛額也會提昇。以愛爾蘭十等級國家認證框架（Irish ten level National Qualifications Framework）為準，一個人若提昇一等級，個人年收益為€3,810，國家因減少社會福利及稅金增加的收益則為€1,531。

### 推動識字的計劃
在識字發展中，在家中非正式的學習扮演重要的角色，不過小學課程也會提高兒童的識字率。許多識字推動計劃也會強調公共教育的持續普及。這種廣泛的教育改善常常需要以政府為中心來推動，而非政府組織進行的地區性計劃（特別在鄉村）也很重要。
青年以及成人的識字計劃，常常是源自大型國際發展組織的贊助，例如美国国际开发署就找了比尔及梅琳达·盖茨基金会和全球教育夥伴關係支持開發中國家兒童識字率的「早期閱讀評估計劃」（Early Grade Reading Assessment）。像是國立成人繼續教育學院等識字倡議團體，常常會呼籲聯合國教科文組織、國際勞工組織、世界卫生组织及世界银行優先支持成人女性的掃盲計劃。推動成人識字的計劃也常會伴隨著其他的計劃進行，例如在埃塞俄比亚、摩洛哥和印度會結合成人識字計劃和職業訓練，以鼓勵女性及其他缺乏工作機會的邊緣化族群的人參與訓練，並且設法處理其生活上的需求。
聯合國教科文組織終身學習研究所在2013年發表了一組個案研究，是許多成功增昇女性識字率的計劃。這個報告提到的國家來自不同的地區，所得水準也不同，反映了「需要讓女性取得識字能力，來增進她們的權力」。。UNESCO之所以推動掃盲，有一份是為了回應全球化以及所產生的「向知識化社會轉變」的趨勢。全球化帶來挑戰，但也帶來新的機會：許多教育及發展的專業人士認為新的資通訊科技可以提昇兒童和成人識字的可能性，甚至是那些一直努力用傳統方式提昇識字率的國家也是如此。
非營利組織LitWorld在2007年成立，目的是為了提昇全世界的識字率。LitWorld的本部在美國，此組織發展了許多全球的計劃，不分兒童的種族、性別及經濟能力，要教導他們聽說讀寫的語言能力。

### 以識字做為國家發展指標

青年和成人的識字率，2000-2016年以及2030年數據

联合国开发计划署（UNDP）統計的人类发展指数，三個指數之中，有一個是教育。最早版本中，成人識字率佔教育加權指數的2/3，不過UNDP在2010年時將成人識字率改為上學的平均年數。2011年的UNDP研究論文認為此修改是「確保目前的相關性」，全球識字率在1970年至2010年已成長到一定的程度，因此識字率「在未來提供的資訊沒有那麼多。」。不過其他研究者針對不將識字率作為發展指標及目標一事己有示警，特別是邊緣化群體（例如女性或是鄉村人口）。

### 識字是人權
在中古時期，只有少數精英份子以及教士才有讀和寫的能力，現代則不然，會希望社會上的每一個人都有這樣的能力。識字是種人權，在終身學習以及社會變遷上格外的重要。不論是國際二十一世紀教育委員會1996年報告，或是1997年的漢堡宣言「識字一般認為是處在快速變化的世界上，所有人都需要有的基本知識和技能，這是基本的人權(...)。有上百萬人（其中大部份是女性）沒有機會學習，或是其識字能力不足以主張他們的權利。因此要讓他們可以這麼做，就成為一大挑戰。這代表了創造可以學習的前置條件，也包括提昇相關的意識，並提昇其能力。識字是參與社會、文化、政治和經濟活動以及終身學習的催化劑。」。
歐洲識字政策網路（European Literacy Policy Network，簡稱ELINET）是由歐洲識字推廣專業人士組成的協會，在2016年發表了名為「識字權力的歐洲宣言」（European Declaration of the right to literacy）的文件。其中提到：「歐洲的每個人都有學習識字的權力。歐盟成員需確保不分年齡、社會階級、宗教、種族、出生地及性別，每一個人都有需要的資源以及機會，來發展充份而且可持續的識字能力，目的是可以有效瞭解及使用書面文字交流，包括手寫文字、印刷品或是數位型式的文字。」

## 廣義的識字
literacy一詞也可以延伸到有關不同類型非文字訊息的理解及應用，此時一般會翻譯為「素養」或「文化」。例如視覺素養就加上對於視覺影像的理解和應用，像肢體語言、圖片、地圖及影像等。非文字訊息也可能包括媒體或是電子文字，對應的能力則為媒體素養及數位素養。這些能力的重要性會隨著社會和文化不同而不同。